# Eliezer Berland
 (mai 2016).
Si vous disposez d'ouvrages ou d'articles de référence ou si vous connaissez des sites web de qualité traitant du thème abordé ici, merci de compléter l'article en donnant les références utiles à sa vérifiabilité et en les liant à la section « Notes et références ».
Rabbi Eliezer Berland, né le 26 ou le 28 décembre 1937 à Haïfa, est un rabbin orthodoxe israélien, lié au mouvement hassidique de Bratslav.

## Jeunesse
Eliezer Berland est né en 1937 dans une famille sioniste traditionaliste. À l'adolescence, différentes crises mystiques le rapprochent progressivement des courants orthodoxes et il étudie avec le rabbin Elya Lopian, à la yechiva Kfar Hassidim. À la suite de son mariage avec la fille du député israélien Shalom-Avraham Shaki, le rabbin Berland s'installe à Bnei Brak où il se fait peu à peu connaître comme un érudit en Torah. Il côtoie le rabbin Yaakov Yisrael Kanievsky (plus connu sous le nom du Steipler).
Il découvre les enseignements de Nahman de Bratslav à l'âge de vingt deux ans .Dans l’entrain de rapprocher les éloignés dans le chemin de Rabbi Nahman et avec l’appui des grands rabbins de la génération s’ouvre la Yechiva centrale pour le rapprochement des éloignés Shuvu Banim. À la suite de l’élargissement du cercle des élèves après un certain nombre d’années, la Yechiva déménage au centre de la vieille ville, à côté du Kotel Hamaaravi en face du Saint des Saints, et fixe l’endroit de sa résidence dans le bâtiment de la Yechiva anciennement nommée Hayé Olam. C'est ainsi que durant des années il s'efforce de rapprocher des dizaines de milliers de jeunes de l'enseignement de Rabbi Nahman de Breslev par le biais de ses enseignements qui se répandent alors dans toutes les régions d'Israël.

## Popularité et enseignement
Dans les années 2000, Eliezer Berland devient un orateur religieux influent. Il compose un livres de prières en rimes, en vers, et en hébreu ancien, nommé "Tefila LeAni". Il se fait ainsi connaître comme un poète religieux. Ses prières étant remplies de références kabbalistiques, il se fait aussi connaitre comme kabbaliste. Ses disciples lui prêtent des capacités surnaturelles de guérir les malades, de donner des enfants aux femmes stériles etc. Sa Yechiva "Shuvu Banim" devient une entreprise de gestion financière des donations qu'il reçoit. Il se lie d'amitié avec Yaakov Litzman (ancien ministre de la Santé) et d'autres personnalités de premier plan du pays. Il organise régulièrement des Tishs où se rendent des juifs venus de tous milieux.
Son enseignement et sa lecture radicale des textes commence cependant peu à peu à être critiquée, même au sein du courant Breslev lui-même, particulièrement lorsque l'érudit Yom Tov Haishin décide de s'opposer publiquement au Rabbin Berland, qu'il accuse d'être devenu au cours des années un gourou dangereux et un charlatan. Mais paradoxalement cette opposition ne fait que renforcer l'influence du rabbin Eliezer Berland qui explique ces controverses comme les controverses qu'il y eut de tout temps contre les personnes saintes envoyées par Dieu pour changer le monde. Changer le monde est l'objectif qu'il prétend s'être fixé, et il multiplie les conférences parfois devant un public de plusieurs milliers de personnes (comme au stade de Ramat Gan en 2012) où il appelle le peuple juif à ne plus faire aucune différence entre les juifs et les non-juifs, à définitivement faire la paix avec les peuples arabes, quitte à démilitariser complètement l'État d'Israël. Il annonce que la conquête d'Israël se fera par le chant, la danse, et les battements de mains conformément à l'enseignement mystique de Rabbi Nahman de Breslev et qu'aucune raison au monde ne justifie l'usage des armes, même pas la menace terroriste. À la suite de ses conférences, ses élèves se rendent en chantant et en dansant dans la ville arabe de Chkhem et certains d'entre eux se font mortellement poignardés par des militants palestiniens. Il ne renonce pas à son idéologie pacifiste à l'extrême et se rend lui aussi dans la ville arabe de Chkhem en chantant et en dansant. Il en ressort sain et sauf, ce qui amplifie considérablement sa notoriété dans les milieux hassidiques. À cette même époque, il décide d'interdire à ses fidèles de se faire soigner en cas de maladie, et leur recommande d'attendre une guérison miraculeuse qui viendrait directement du ciel, sans intervention médicale. Le cas d'une jeune femme israélienne morte d'un cancer à la suite de ses recommandations non interventionnistes agite la presse israélienne, qui d'un côté constate que son discours de paix et d'harmonie universelle dénote radicalement du discours intégristes et racialistes de certains autres rabbins, et d'un autre côté qui constate les dégâts d'un enseignement d'une telle intensité spirituelle, qui ne se soumet jamais à l'épreuve du rationalisme et de la raison humaine. Le rapport aux femmes dans son enseignement est aussi novateur puisqu'il recommande à ses fidèles femmes de danser régulièrement et cela même le jour de Yom Kippour où il recommande de fermer les sections des synagogues réservées aux femmes pour que celles ci sortent danser dans la rue de l'aube à la nuit, tout comme la prophétesse Myriam dans la Bible qui dansait avec un tambourin au moment de la Sortie d'Égypte, le Rabbin Berland explique que le messie viendra par le mérite des danses sacrées des femmes.
Le Rav recommande d'ailleurs d'accompagner le Tikkoun Haklali par les Prakim Nivrachim (Chapitres Sélectionnés, hébreu: פרקים נבחרים). 10 Tehilim supplémentaires: Tehillim 31 35 36 60 68 80 83 88 89 109, récités chaque semaine, tous les jours et à Shabbos avant le Tikkoun Haklali afin de nettoyer la poussière qui reste sur la Neshama. Cela relate les souffrances de Moshiach, décrites dans les Tehilim, que celui-ci subira à la fin des temps avant la Géoulah (rédemption finale).

## Affaires judiciaires
Il s'enfuit en Suisse, au Maroc, au Zimbabwe puis aux États-Unis. 
En septembre 2015, il est interpellé à l'aéroport d'Amsterdam-Schiphol. Finalement il s'exile en Afrique du Sud. 
Durant tous ses périples, il est suivi par des centaines de disciples dans ce qu'ils considèrent être le dernier exil du Peuple juif avant la venue du Messie.
Son principal opposant Yom Tov Haïshin déclare « que depuis le faux messie Sabbataï Tsevi, le Peuple juif n'avait jamais connu de charlatan de cette envergure qui réunissent dans le même homme les pires crimes et les plus grandes dévotions ». 
Ayant menacé de mort le Grand rabbin de Johannesbourg, il y est finalement arrêté le 1er février 2016, puis extradé vers Israël en juillet 2016.
Le 17 novembre 2016, il est condamné à 18 mois de prisons pour abus sexuels (attentat à la pudeur) et agression. Selon l'acte d'accusation, Berland tenait des réunions privées chez lui et profitait de son statut pour commettre des actes sexuels avec des femmes, y compris des mineures. Il ne purge qu'une peine de dix mois en prison avant d'être libéré.
Une fois sorti de prison, la vie hassidique du Rav Berland reprend exactement comme avant, et il est finalement excommunié par les tribunaux rabbiniques du Rav Wozner et du Badatz. 
Puis une nouvelle accusation cette fois de malversations financières se constitue contre lui et il est arrêté à son domicile le 9 février 2020 pour une seconde incarcération.

## Prétendue messianité
Une minorité de chacune de ces deux catégories pense non seulement qu'il approche par ses actes et ses choix les temps messianiques mais aussi qu'il est lui-même le messie et que lorsque le moment sera venu il sortira définitivement de prison et sera nommé Président de l'État d'Israël tout comme le personnage biblique de Joseph qui après vingt ans en prison en est sorti et est finalement devenu Vice-Roi D'Égypte.